# Yambio
Yambio   (în arabă يامبيو) este un oraș  în partea de sud-vest a Sudanului de Sud. Este reședinta  statului Ecuatoria de Vest. Conform unei estimări din 2009 orașul avea o populație de 31.586 locuitori. Aeroport.